# Puccinia infuscans
Puccinia infuscans ist eine Ständerpilzart aus der Ordnung der Rostpilze (Pucciniales). Der Pilz ist ein Endoparasit der Süßgrasgattung Bothriochloa. Symptome des Befalls durch die Art sind Rostflecken und Pusteln auf den Blattoberflächen der Wirtspflanzen. Sie ist in Süd- und Mittelamerika verbreitet.

## Merkmale

### Makroskopische Merkmale
Puccinia infuscans ist mit bloßem Auge nur anhand der auf der Oberfläche des Wirtes hervortretenden Sporenlager zu erkennen. Sie wachsen in Nestern, die als gelbliche bis braune Flecken und Pusteln auf den Blattoberflächen erscheinen.

### Mikroskopische Merkmale
Das Myzel von Puccinia infuscans wächst wie bei allen Puccinia-Arten interzellulär und bildet Saugfäden, die in das Speichergewebe des Wirtes wachsen. Aecien oder Spermogonien der Art sind nicht bekannt. Die zimtbraunen Uredien des Pilzes wachsen meist unterseitig auf den Wirtsblättern. Ihre goldenen bis zimtbraunen Uredosporen sind 25–29 × 21–24 µm groß, kugelig bis breitellipsoid und fein stachelwarzig. Die blattunterseitig wachsenden Telien der Art sind schokoladenbraun, pulverig und früh offenliegend. Die goldenen bis hell kastanienbraunen Teliosporen sind ein- bis zweizellig, in der Regel langellipsoid bis ellipsoid und 30–40 × 18–21 µm groß. Ihre Stiele sind farblos bis gelblich und bis zu 60 µm lang.

## Verbreitung
Das bekannte Verbreitungsgebiet von Puccinia infuscans umfasst Süd- und Mittelamerika von Venezuela bis Guatemala.

## Ökologie
Die Wirtspflanzen von Puccinia infuscans sind verschiedene Bothriochloa-Arten. Der Pilz ernährt sich von den im Speichergewebe der Pflanzen vorhandenen Nährstoffen, seine Sporenlager brechen später durch die Blattoberfläche und setzen Sporen frei. Die Art verfügt über einen Entwicklungszyklus, von dem bislang lediglich Telien und Uredien sowie deren Wirt bekannt sind; Spermogonien und Aecien konnten dem Pilz nicht zugeordnet werden.